# كولن فالكونر
كولن فالكونر (بالإنجليزية: Colin Falconer)‏ (20 مايو 1953، لندن في المملكة المتحدة)؛ كاتب وروائي بريطاني.